# Shimuras reciprocitetslag
Inom matematiken är Shimuras reciprocitetslag, introducerad av Shimura (1971), ett resultat som beskriver verkan av ideler av imaginära kvadratiska kroppar på värdena av modulära funktioner vid singulärt moduli. Den bildar en del av Hilberts tolfte problem, explicit klasskroppsteori för sådana kroppar. Det finns även högre-dimensionella generaliseringar.